# Long Beach Race Week
Long Beach Race Week (LBRW) щорічна вітрильна регата для кілевих яхт і катамаранів, проводиться щорічно в кінці червня. Організатори Alamitos Bay Yacht Club і Long Beach Yacht Club. Перегони відбуваються на декількох курсах в океані недалеко від Лонг-Біч, Каліфорнія, США.
В 2010 році в регаті узяли участь 147 яхт в 20 класах. За 3 дні регати було проведено 7 гонок в кожному класі.

## Ресурси
- Сторінка регати [Архівовано 3 вересня 2012 у Wayback Machine.]